# Diego Sepúlveda
Diego Alonso Sepúlveda Guajardo (n. Chile, 6 de mayo de 1988) es un futbolista chileno. Juega como defensa; actualmente se encuentra jugando en Juventud Nonguen en la ciudad de concepción

## Clubes

### Como jugador
| Club                      | País  | Año       |
| ------------------------- | ----- | --------- |
| Naval                     | Chile | 2009      |
| Universidad de Concepción | Chile | 2010-2011 |
| Unión San Felipe          | Chile | 2011      |
| Lota Schwager             | Chile | 2012      |
| Naval                     | Chile | 2013-2014 |
| Deportes Puerto Montt     | Chile | 2014-2017 |
| Ñublense                  | Chile | 2017-2018 |
| Deportes Puerto Montt     | Chile | 2019      |

### Como entrenador
| Club          | País  | Año  |
| ------------- | ----- | ---- |
| Deportes Tomé | Chile | 2024 |

## Palmarés
| Título           | Club                  | País  | Año     |
| ---------------- | --------------------- | ----- | ------- |
| Segunda División | Deportes Puerto Montt | Chile | 2014-15 |